# Siphonogorgia hicksoni
Siphonogorgia hicksoni is een zachte koraalsoort uit de familie Nidaliidae. De koraalsoort komt uit het geslacht Siphonogorgia. Siphonogorgia hicksoni werd in 1910 voor het eerst wetenschappelijk beschreven door Thomson & Mackinnon. 